# André Thoreau
Pour les articles homonymes, voir Thoreau (homonymie).
André Thoreau, né le 2 septembre 1899 à Boigny-sur-Bionne et mort le 2 mars 1985 à Neuilly-sur-Seine, est un administrateur, militaire et résistant français, Compagnon de la Libération. 

## Biographie

### Jeunesse
Fils et petit-fils d'instituteur, André Thoreau naît à Boigny-sur-Bionne, dans le Loiret, le 2 septembre 1899, quelques minutes avant son frère jumeau Roger.

### Première Guerre mondiale
Le 15 avril 1918, André et Roger Thoreau sont incorporés en même temps au 1er régiment d'artillerie pour y faire leurs classes. À l'issue de celles-ci, le 21 juin 1918, ils sont affectés au 30e régiment d'artillerie avec lequel ils participent à la seconde bataille de la Marne. Les chemins militaires des deux frères se séparent momentanément lorsque, après avoir été promu brigadier quatre jours avant, André est muté au 39e régiment d'artillerie le 24 octobre 1918. Il se retrouveront plus tard au 6e régiment d'artillerie. Promu sous-lieutenant le 23 novembre 1920, André Thoreau passe dans la réserve de l'armée le 15 avril 1921.

### Entre-Deux-Guerres
Installé en Égypte, André Thoreau travaille dans les assurances comme agent général avant de partir pour le Levant comme directeur du secteur Proche-Orient de l'agence d'assurances-vie "Union Vie".

### Seconde Guerre mondiale
Rappelé sous les drapeaux lors de la mobilisation de septembre 1939, il est affecté comme lieutenant au Régiment d'artillerie coloniale du Levant. Rapidement démobilisé après la bataille de France, il retourne en Égypte où il décide, en octobre 1940, de se rallier à la France libre. Engagé dans les forces françaises libres en janvier 1941, il devient officier d'état-major et participe à la campagne d'Érythrée. Affecté ensuite au quartier général no 51 (QG51), il en dirige le 4e bureau (transport, ravitaillement, infrastructures) pendant la campagne de Syrie puis pendant la guerre du désert,. Lors de cette dernière, il prend part à la bataille de Bir Hakeim à l'issue de laquelle ses actions lui valent une citation à l'ordre de l'armée,. Muté au QG50 de la 1re division française libre, il est engagé dans la campagne de Tunisie puis dans la Campagne d'Italie (Seconde Guerre mondiale) avant de débarquer en Provence et de prendre part à la libération de la France et de terminer la guerre avec le grade de chef d'escadron.

### Après-Guerre
Après le conflit, André Thoreau retourne à nouveau en Égypte et y reprend ses anciennes activités d'assureur. En 1956, à la suite de la crise du canal de Suez, il est expulsé du pays et s'installe en région parisienne où, toujours pour la compagnie "Union Vie", il occupe le poste de directeur-général pour l'île-de-France. André Thoreau meurt le 2 mars 1985 à Neuilly-sur-Seine. Crématisé, ses cendres sont déposées au colombarium du cimetière du Père-Lachaise,.

## Décorations
|  |  |  |
|  |  |  |
|  |  |  |
|  |  |  |

| Commandeur de l'Ordre de la Légion d'Honneur                  | Commandeur de l'Ordre de la Légion d'Honneur                  | Commandeur de l'Ordre de la Légion d'Honneur                  | Compagnon de la Libération Par décret du 20 novembre 1944 | Compagnon de la Libération Par décret du 20 novembre 1944 | Compagnon de la Libération Par décret du 20 novembre 1944 | Croix de guerre 1939-1945 Avec une palme                                                | Croix de guerre 1939-1945 Avec une palme                                                | Croix de guerre 1939-1945 Avec une palme                                                |
| Croix du combattant volontaire Avec agrafe "Guerre 1939-1945" | Croix du combattant volontaire Avec agrafe "Guerre 1939-1945" | Croix du combattant volontaire Avec agrafe "Guerre 1939-1945" | Croix du combattant                                       | Croix du combattant                                       | Croix du combattant                                       | Médaille coloniale Avec agrafes "Érythrée", "Syrie", "Libye", "Bir Hakeim" et "Tunisie" | Médaille coloniale Avec agrafes "Érythrée", "Syrie", "Libye", "Bir Hakeim" et "Tunisie" | Médaille coloniale Avec agrafes "Érythrée", "Syrie", "Libye", "Bir Hakeim" et "Tunisie" |
| Médaille interalliée 1914-1918                                | Médaille interalliée 1914-1918                                | Médaille interalliée 1914-1918                                | Chevalier de l'Ordre du Mérite social                     | Chevalier de l'Ordre du Mérite social                     | Chevalier de l'Ordre du Mérite social                     | Médaille commémorative de la guerre 1914-1918                                           | Médaille commémorative de la guerre 1914-1918                                           | Médaille commémorative de la guerre 1914-1918                                           |
| Médaille commémorative française de la guerre 1939-1945       | Médaille commémorative française de la guerre 1939-1945       | Médaille commémorative française de la guerre 1939-1945       | Médaille commémorative de la campagne d'Italie            | Médaille commémorative de la campagne d'Italie            | Médaille commémorative de la campagne d'Italie            | Médaille commémorative de Syrie-Cilicie                                                 | Médaille commémorative de Syrie-Cilicie                                                 | Médaille commémorative de Syrie-Cilicie                                                 |